# Товія і янгол
«Товія і янгол» (італ. Tobiolo e l'angelo) — картина італійського художника  Джованні Джироламо Савольдо (бл. 1480—1548). Збергігається в колекції галереї Боргезе у Римі.

## Опис твору
Картина створена на сюжет Книги Товита зі Старого Заповіту. Юнаку Товії з'явився янгол Рафаїл, що наказав зловити рибу,  жовч з якої зможе вилікувати засліплі очі його батька.  Чарівну казку на біблійний сюжет  зробив робив венеційський художник Савольдо. 
Венеційці відрізнялися справжнім захопленням тканинами і килимами арабського сходу. Особливим попитом користувались тканини червоних кольорів, а венеційський пурпур став характерною місцевою прикметою. Захоплення тканинами, особливо незвичних кольорів та з ефектами відблисків, було притаманне і художнику  Савольдо. Часто головні персонажі його картин виділені в творі саме розкішними шатами екзотичних тканин - біла накидка Марії Магдалини( Національна галерея (Лондон)), Святий Матвій ( Музей мистецтва Метрополітен, Нью-Йорк), янгол в картині галереї Боргезе, чи Святий Ієронім.
Картину відносять до пізнього періоду художника. Обличчя янгола майстер копіював з композиції Тиціана «Вівтар Аверольді», де той подав схоже обличчя юнака з довгим волосям та тонкими рисами. Савольдо міг бачити цей вівтарний образ , призначений для церкви в місті Брешія.

## Повенанс
Картина не втрималась в Брешії. За свідченнями італійського історика мистецтва  Джуліо Канталамесса твір до  1910 року перебував в приватній колекції Ріккардо Помпілі  у Тіволі та в  Палаццо Альфані в Перуджі. 1911 року твір Савольдо  було переведено  в Галерею Боргезе в Римі .